# Michele Bartyan
Pas d'image ? Cliquez ici

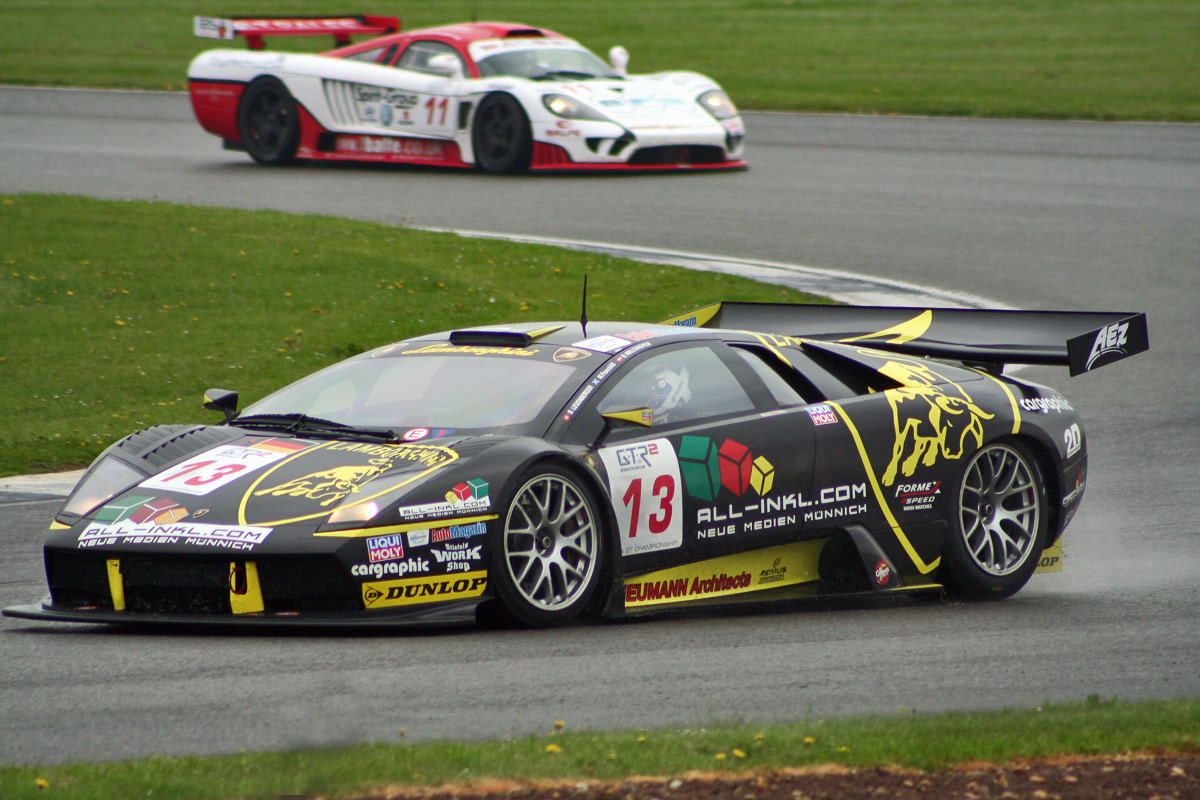
La Lamborghini Murcielago de Michele Bartyan de FIA GT en 2006

Michele Bartyan, né le 23 juin 1980 à Lodi, est un pilote automobile italien de grand tourisme. Il possède la double nationalité italienne et autrichienne mais court avec une licence italienne.

## Palmarès
- Le Mans Series
  - Vainqueur des 1 000 kilomètres de Monza et des 1 000 kilomètres d'Istanbul dans la catégorie GT1 en 2005
  - Champion dans la catégorie GT1 en 2005

- Championnat d'Espagne GT
  - Champion en 2006 sur Ferrari F430 GTC

- International GT Open
  - Vainqueur dans la catégorie GTA en 2006 et champion au général sur Ferrari F430 GTC

## Résultats aux 24 Heures du Mans
| Année | Voiture                   | Équipe              | Équipiers                      | Résultat |
| ----- | ------------------------- | ------------------- | ------------------------------ | -------- |
| 2005  | Ferrari 550 GTS Maranello | BMS Scuderia Italia | Matteo Malucelli / Toni Seiler | Abandon  |